# Plecotus gobiensis
Plecotus gobiensis — вид рукокрилих ссавців з родини лиликових.

## Таксономічна примітка
Таксон нещодавно описаний.

## Поширення
Країни проживання: Монголія.